# 曲线冰柱螺
曲线冰柱螺（学名：Pyrunculus pyriformis obesus），是头楯目凹塔螺科Pyrunculus属的一种。主要分布于中国大陆、台湾，常栖息在浅海沙底。